# Эссен, Эммануил Юстус фон
Эммануил Юстус фон Эссен (17 ноября 1719, Шверин — 20 ноября 1780, Рига) — протестантский богослов и религиозный деятель Российской империи немецкого происхождения; рижский пастор и проповедник, духовный писатель.

## Биография
Родился 17 ноября 1719 года в городе Шверине в Мекленбург-Шверине — герцогстве в составе Священной Римской империи. В детстве бедным мальчиком пешком пришёл в Стральзунд и здесь обратил на себя внимание местного субректора Помер-Эше, который помог ему получить среднее и высшее образование.
В 1739 году Эссен поступил в Йенский университет, а в 1741 году отправился в Лифляндию, где спустя два года, в 1743 году, был назначен был пастором сперва в Пернингене, затем в имениях Гольмгофе и Пинкергофе и наконец в 1746 году в Риге.
В столице Рижской губернии он до самой смерти трудился на пользу местной паствы и церковных учреждений, состоя одновременно старшим городским пастором, членом консистории и начальником местных религиозно-образовательных заведений.
У современников Эссен славился, как выдающийся оратор и даровитый духовный писатель; так 1767 году, перед выборами депутата от города Риги для посылки в Уложенную комиссию, Эссен по этому поводу произнёс речь в местной церкви, обратившую на себя внимание императрицы Екатерины II. На доставленном ей генерал-губернатором экземпляре императрица в собственноручной подписи лестно отозвалась об авторе и выразила желание, чтоб речь его, как образцовая, была переведена на русский язык и была напечатана для широкого круга читателей.
В сборнике Шлитцера «Beilagen zum neuveränderten Russland» была опубликована небольшая статья фон Эссена под заглавием «Ein Brief über die Liven in Salis», а после его смерти в рижской газете «Rigasche Stadtblätter» были напечатаны выдержки из его дневника (1825). Около 2000 его писем, как и собранная им ценная коллекция старых автографов, в 1806 году были пожертвованы его сыном, мэром Риги Андреасом Иммануэлем Эдлером фон Эссеном (1757−1815), в библиотеку Императорского Дерптского университета.
Эммануил Юстус фон Эссен умер 20 ноября 1780 года в городе Риге.